# Алтей армянский
Алте́й армянский (лат. Althaéa armeniáca) — многолетнее травянистое растение, вид рода Алтей (Althaea) семейства Мальвовые (Malvaceae).

## Распространение и экология
Встречается на Среднем Востоке, в Средней Азии, в степных и горно-степных районах Северного Кавказа и Закавказья, в низовьях Дона и Волги.
Растёт в поймах рек, по суходольным и солончаковым лугам, в пойменных кустарниках, по берегам озёр и морей, по краям арыков, на лесных вырубках, в засорённых лесах, виноградниках, по окраинам межей, в рисовых полях, садах, на железнодорожных насыпях.

## Ботаническое описание
Алтей армянский — многолетнее травянистое растение высотой 50—200 см. Стебли цилиндрические, прямостоячие, маловетвистые, в нижней части почти голые.
Нижние листья часто бывают чуть лопастные, крупнозубчатые; средние — длиной и шириной 6—12 см, пятираздельные, с широкими яйцевидными или продолговато яйцевидными долями, у основания срезанные или весьма полого сердцевидные, напоминающие листья чёрной смородины, на черешках длиной 2—5 см. Верхние — трёхраздельные, иногда рассечённые почти до основания, у основания закруглённые или клиновидные. Прилистники линейные, при цветках опадающие.
Цветки в конечном, кистевидно-метельчатом, облиственном соцветии, на цветоножках длиной 0,5—5 см. Подчашие из 7—10 ланцетных или линейных листочков, сросшихся у основания, длиной 6—8 мм. Чашечка ширококолокольчатая, длиной 8—12 мм, из продолговато-яйцевидных или яйцевидных листочков, при плодах сходящаяся. Венчик розовый в полтора-два раза длиннее чашечки. Лепестки обратно или продолговато-обратнояйцевидные, длиной 12—17 мм и шириной 6—12 мм.
Плоды в поперечнике 6—9 мм, состоят из 14—20 плодиков. Плодики длиной около 3 мм и шириной 2,5 мм, на спинке в поперечнике 1—1,5 мм. Семена почковидные, длиной 2—2,5 мм и шириной 1,75—2 мм, бурые или серовато-буроватые, голые и гладкие.
Цветёт в июне — сентябре, плоды созревают в июле — октябре.

## Растительное сырьё
Корни алтея выкапывают осенью (в сентябре—октябре) или весной (в апреле), до начала отрастания стеблей. Около 30 % зарослей алтея оставляют для восстановления. Повторно этот участок можно использовать только через 3—4 года.
Выкопанные корни очищают от земли, удаляют остатки стеблей, режут на куски около 30 см длины, разрезая крупные корни продольно на 2—4 части. Сушат, разложив тонким слоем, в сушилках при 50—60 °C или на стеллажах в проветриваемых помещениях. В сухую погоду возможна сушка на солнце. Сырьё считается готовым, если корни при сгибании с треском ломаются.

## Значение и применение
Стебли содержат беловатое, шелковистое, достаточно хорошего качества волокно, с выходом около 11,3 %, но до сих пор растение никакого практического применения как волокнистое не получило. Стебли, во всяком случае, вполне пригодны как материал для бумажной промышленности.
В медицине используют корни алтея армянского. Применяют в виде отвара, сухого и жидкого экстракта, сиропа. Надземную часть используют для получения препарата мукалтин. Назначают как противокашлевые и отхаркивающие средства при заболеваниях органов дыхания и в качестве обволакивающих и противовоспалительных при гастритах и язвенной болезни.

## Таксономия
Вид Алтей армянский входит в род Алтей (Althaea) трибы Malveae подсемейства Malvoideae семейства Мальвовые (Malvaceae) порядка Мальвоцветные (Malvales).
|  |                       |  |                                           |                                           |                         |  | ещё 8 подсемейств (согласно Системе APG II) | ещё 8 подсемейств (согласно Системе APG II) |                                       |  |  |  | ещё около 70 родов | ещё около 70 родов  |  |  |
|  |                       |  |                                           |                                           |                         |  | ещё 8 подсемейств (согласно Системе APG II) | ещё 8 подсемейств (согласно Системе APG II) |                                       |  |  |  | ещё около 70 родов | ещё около 70 родов  |  |  |
|  |                       |  |                                           | семейство Мальвовые                       |                         |  |                                             |                                             | триба Malveae                         |  |  |  |                    | вид Алтей армянский |  |  |
|  |                       |  |                                           | семейство Мальвовые                       |                         |  |                                             |                                             | триба Malveae                         |  |  |  |                    | вид Алтей армянский |  |  |
|  | порядок Мальвоцветные |  |                                           |                                           | подсемейство Malvoideae |  |                                             |                                             | род Алтей                             |  |  |  |                    |                     |  |  |
|  | порядок Мальвоцветные |  |                                           |                                           |                         |  |                                             |                                             |                                       |  |  |  |                    |                     |  |  |
|  |                       |  | ещё 10 семейств (согласно Системе APG II) | ещё 10 семейств (согласно Системе APG II) |                         |  |                                             | ещё 3 трибы (согласно Системе APG II)       | ещё 3 трибы (согласно Системе APG II) |  |  |  | ещё около 12 видов |                     |  |  |
|  |                       |  |                                           | ещё 10 семейств (согласно Системе APG II) |                         |  |                                             |                                             | ещё 3 трибы (согласно Системе APG II) |  |  |  |                    |                     |  |  |